# Natuurpunt

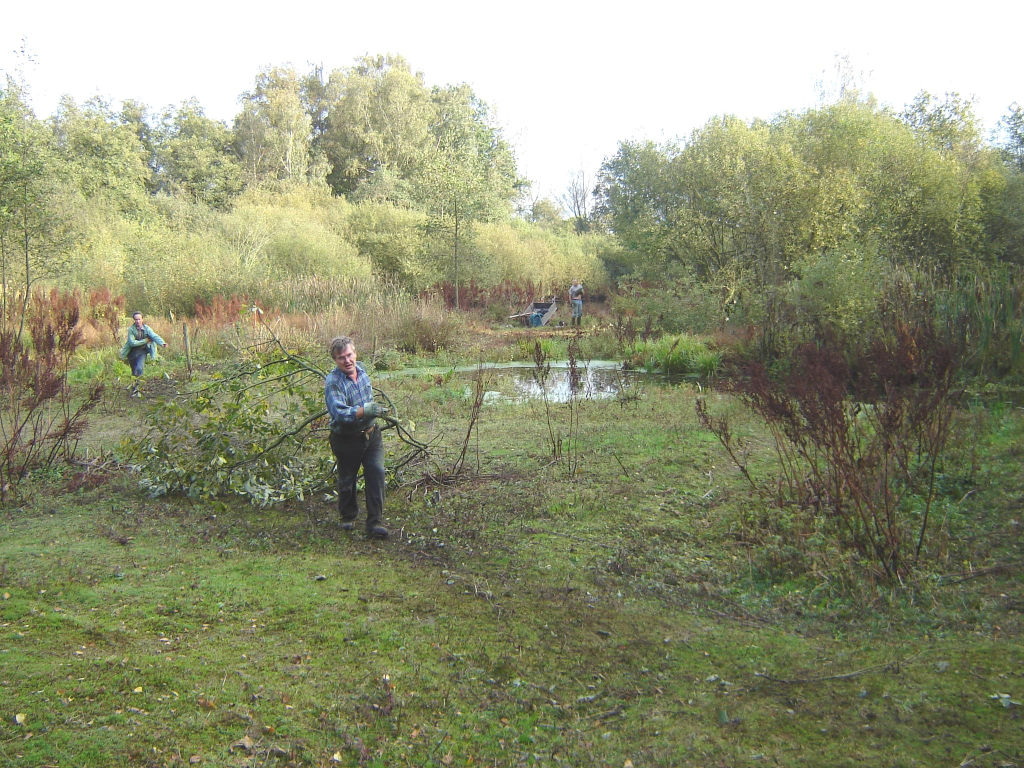
Het natuurbeheer wordt in 160 afdelingen gedragen door vrijwilligers

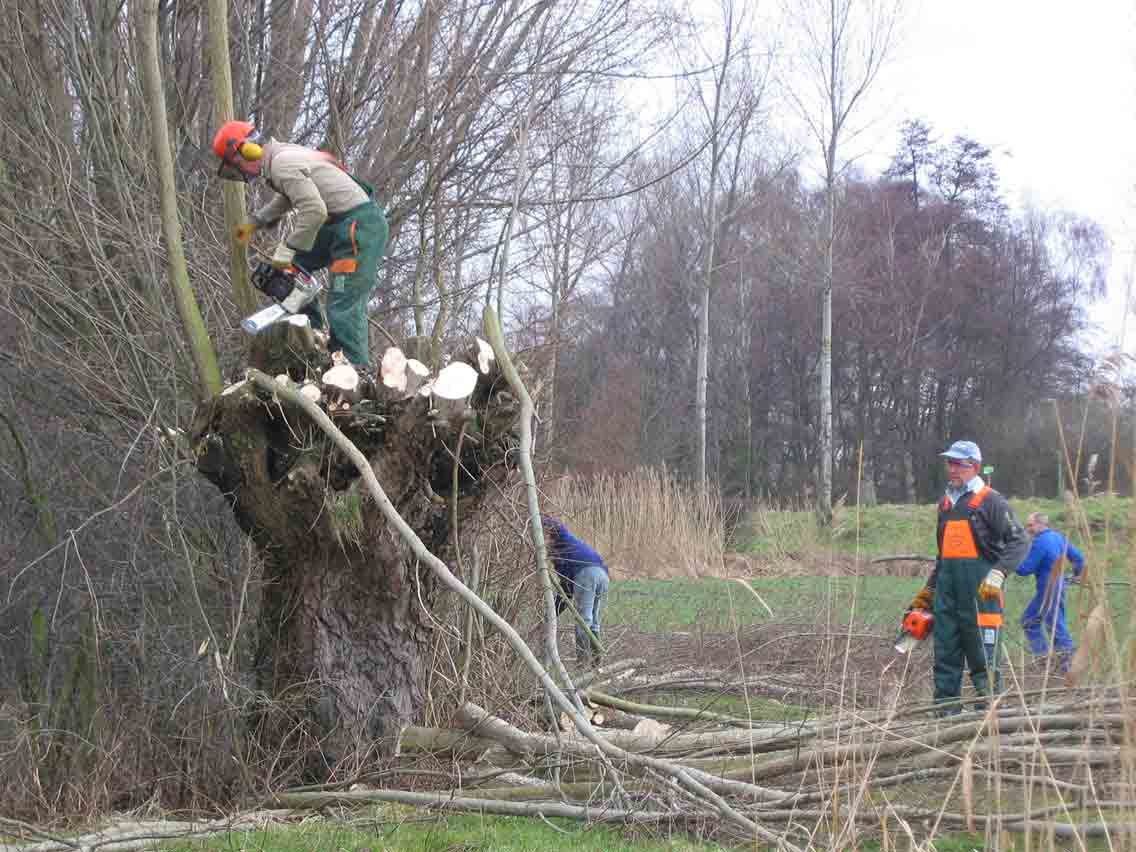
Vrijwilligers knotten knotwilgen

Natuurpunt vzw is een natuurbehoudsvereniging die in Vlaanderen en Brussel actief is. De werking steunt op drie pijlers: natuureducatie, natuurbeheer en natuurstudie. In 2023 heeft Natuurpunt 500 natuurgebieden met een oppervlakte van meer dan 28.000 hectare natuurgebied in beheer, goed voor zo’n 2 procent van het Vlaamse grondgebied. Natuurpunt is met meer dan 130.000 leden de grootste Vlaamse natuurvereniging. De Franstalige tegenhanger in Brussel en Wallonië is Natagora.

## Geschiedenis
Natuurpunt vzw is in 2001 ontstaan uit de fusie van De Wielewaal vzw (opgericht in 1933) en Natuurreservaten vzw. Deze laatste was voortgekomen uit de Belgische Natuur- en Vogelreservaten (BNVR), opgericht in 1951 als Belgische Vogelreservaten.
In 2014 had de vereniging voor meer dan 37 miljoen euro uitgaven. 81% van deze uitgaven ging naar de aankoop en het beheer van natuurgebieden. 
In 2016 had Natuurpunt 102.324 leden en 458 personeelsleden. Ze bezat 2.639 km wandelpad, 22.957 hectare aan natuurgebieden, 7.000 hectare bos, beheerde 4.680 hectare natuur met landbouwers en 12 bezoekerscentra. De afdelingen, koepels en werkgroepen organiseerden talloze activiteiten en Natuurpunt nam deel aan zogenaamde LIFE+-projecten en organiseerde verscheidene cursussen.  

Natuurpunt krijgt geregeld aandacht in de media. Zo kwam de vereniging in 2017 in opspraak omdat het de grootste netto-ontbosser bleek van Vlaanderen. Volgens toenmalig Vlaams minister Schauvliege compenseerde Natuurpunt de bossen die ze rooide ten voordele van stuifduinen, heide en andere halfnatuurlijke landschappen niet. Natuurpunt antwoordde dat het om monotone plantagebossen ging, intern te compenseren en de Europese regels te moeten volgen inzake biodiversiteit.
Een jaar later was er media-aandacht omdat de bestuurswisseling niet vlekkeloos verliep.
In 2019 kreeg de vereniging de Gouden erepenning van het Vlaams Parlement omdat deze zich 'langdurig en aanwijsbaar verdienstelijk had gemaakt voor de geestelijke of materiële ontplooiing of voor het welzijn of de welvaart van de Vlaamse Gemeenschap', in dit geval aangaande 'natuur en milieu'.

## Werking
Natuurpunt bestaat uit 6 vzw’s, met elk een raad van bestuur:
- Algemene Raad van bestuur (Natuurpunt vzw, overkoepelend voor heel Natuurpunt)
- Deelraad Natuurpunt Beheer (Natuurpunt Beheer vzw)
- Deelraad Natuurpunt Studie (Natuurpunt Studie vzw)
- Deelraad Natuurpunt Centrum Voor Natuur- en milieueducatie (Natuurpunt CVN vzw)
- Rvb Landschapsbeheer Vlaamse Ardennen vzw (LAVA vzw)
- Rvb Natuur- en Landschapszorg vzw (NLZ vzw)

Natuurpunt is een vrijwilligersvereniging en een ledenvereniging. Het grootste deel van de werking wordt gedragen door vrijwilligers in de lokale kernen. In elke Vlaamse gemeente zijn afdelingen en werkgroepen actief. Zo'n 170 Natuurpuntafdelingen zijn verantwoordelijk voor de lokale werking. De vrijwilligers nemen het initiatief voor aankoop, beheer en openstelling van natuurgebieden. In die taken worden ze bijgestaan door professionele ploegen van Natuurpunt.
Via het werk in de meer dan 120 studiewerkgroepen (ook vrijwilligers) en met waarnemingen.be (een populaire natuurstudiedatabank) houdt Natuurpunt de gezondheid van de Vlaamse natuur in de gaten, en levert ze de wetenschappelijke basis voor het natuurbeleid van de overheid. Elk jaar organiseert de vereniging een aantal citizen-science-campagnes, waarbij de burgers uitgenodigd worden om mee te werken aan natuurstudie. In januari is er Het Grote Vogelweekend en in de zomer worden de vlinders geteld voor Het Grote Vlinderweekend. Met deze grootschalige campagnes wil Natuurpunt meer te weten komen over het leefmilieu van de vogels en de vlinders en hun verspreiding in de tuinen.
Daarnaast geeft Natuurpunt werk aan honderden arbeiders die het niet makkelijk hebben in de klassieke economie. Via Natuur- en Landschapszorg (NLZ), een maatwerkbedrijf in de schoot van Natuurpunt, krijgen mensen de kans om als natuurarbeider de draad opnieuw op te pikken en werkervaring op te doen. Ze kunnen hun talenten ontdekken en gespecialiseerde kennis opdoen. Tegelijkertijd geven ze de natuur in Vlaanderen een duw in de rug. Er zijn ruim 20 ploegen aan de slag bij NLZ.
De vereniging heeft ook een aantal vaste medewerkers in dienst in haar secretariaten in Mechelen of Turnhout, in haar bezoekerscentra of bij de terreinploegen.
Natuurpunt heeft ook een vormingswerking, Natuurpunt CVN (Natuurpunt Centrum Voor Natuur- en milieueducatie). In 2015 smolten Natuurpunt Educatie en CVN samen tot de huidige werking. De werking heeft een vormingscentrum in Turnhout waar onder andere het Natuurpunt-museum en een ecologische tuin gevestigd zijn.
In 2015 volgde Lieven De Schamphelaere Walter Roggeman op als voorzitter van Natuurpunt. In 2021 werd Bart Vangansbeke de nieuwe voorzitter. Sinds 1 maart 2024 is Noah Janssen algemeen directeur.
In 2023 werd Natuurpunt aan een Vlaamse subsidie-audit onderworpen, als testcase voor de audit van het volledige subsidielandschap. Daaruit bleek dat er geen sprake is van oversubsidiëring, dat Natuurpunt de subsidies correct gebruikt waarvoor ze bedoeld zijn en dat ze een veelvoud renderen vanwege de inzet van duizenden vrijwilligers.

## Tijdschriften
Natuurpunt geeft verschillende tijdschriften uit.
- Natuur.blad is het driemaandelijks tijdschrift dat alle leden ontvangen naast het ledenblad van de regionale Natuurpuntkring.[17]
- Natuur.focus is een driemaandelijks tijdschrift over natuurstudie en natuurbeheer in Vlaanderen.[18]
- Natuur.oriolus (eenmalig Natuur.oriola voor de Internationale Vrouwendag) is een driemaandelijks tijdschrift over vogels.[19]
- Zoogdier is een wetenschappelijk tijdschrift over zoogdieren.[20]